# Proutista nigritarsis
Proutista nigritarsis är en insektsart som beskrevs av Frederick Arthur Godfrey Muir 1917. Proutista nigritarsis ingår i släktet Proutista och familjen Derbidae. Inga underarter finns listade i Catalogue of Life.